# Херман фон Хоенлое-Лангенбург
Херман Ернст Франц Бернхард VI фон Хоенлое-Лангенбург (на немски: Hermann Ernst Franz Bernhard VI Fürst zu Hohenlohe-Langenburg; * 31 август 1832, Лангенбург; † 9 март 1913, Лангенбург) е от 1860 до 1913 г. 6. княз на Хоенлое-Лангенбург, генерал на пруската кавалерия.

## Биография
Той е вторият син на княз Ернст I фон Хоенлое-Лангенбург (1794 − 1860) и съпругата му принцеса Феодора фон Лайнинген (1807 – 1872), дъщеря на княз Емих Карл фон Лайнинген (1763 – 1814) и втората му съпруга принцеса Виктория фон Сакс-Кобург-Заалфелд (1786 – 1861). Внук е на княз Карл Лудвиг фон Хоенлое-Лангенбург (1762 – 1825). Майка му Феодора фон Лайнинген е по-голяма полусестра на Кралица Виктория (упр. 1837 – 1901) и племенница на белгийския крал Леополд I (упр. 1831 – 1865). Брат е на принц Карл (1829 – 1907), женен през 1861 г. (морганатичен брак), и принц, английски адмирал Виктор (1833 – 1891), женен през 1861 г. (морганатичен брак).
Херман следва право в Берлин и след това започва военна кариера. Поради морганатичните бракове на братята му той наследява баща си като княз на Хонлое-Лангенбург на 21 април 1860 г. В пруската кавалерия Херманс има ранг генерал.
Той умира на 9 март 1913 г. в Лангенбург на 80 години.

## Фамилия
Херман фон Хоенлое-Лангенбург се жени на 24 септември 1862 г. в Карлсруе за принцеса Леополдина фон Баден (* 22 февруари 1837, Карлсруе; † † 23 декември 1903, Страсбург), дъщеря на маркграф Вилхелм фон Баден (1792 – 1859) и херцогиня Елизабет Александрина фон Вюртемберг (1802 – 1864). Те имат децата:
- Ернст II Вилхелм Фридрих Карл Максимилиан фон Хоенлое-Лангенбург (* 13 септември 1863, Лангенбург; † 11 декември 1950, Лангенбург), 1900 – 1905 г. регент на Саксония-Кобург и Гота, на 9 март 1913 г. 7. княз на Хоенлое-Лангенбург, женен на 20 април 1896 г. в Кобург за принцеса Александра Сакскобургготска (* 1 септември 1878; † 16 април 1942), дъщеря на херцога на Единбург Алфред и Мария Александровна
- Елиза Виктория Феодора София Аделхайд (* 4 септември 1864, Лангенбург; † 18 март 1929, Гера), омъжена на 11 ноември 1884 г. в Лангенбург за княз Хайнрих XXVII Ройс млада линия (* 10 ноември 1858; † 21 ноември 1928), син на княз Хайнрих XIV (Ройс-Шлайц), Ройс млада линия, и принцеса Агнес фон Вюртемберг
- Феодора Виктория Алберта (* 23 юли 1866, Лангенбург; † 1 ноември 1932, Валдлайнинген), омъжена на 12 юли 1894 г. в Лангенбург за княз Емих Едуард Карл фон Лайнинген (* 18 януари 1866; † 18 юли 1939), син на княз Ернст фон Лайнинген и принцеса Мария Амалия фон Баден.

## Галерия
- Леополдина фон Баден
- Княз Херман фон Хоенлое-Лангенбург, 1882
- Княз Херман фон Хоенлое-Лангенбург